# Wiener Renn-Verein
Der Wiener Renn-Verein ist ein traditionsreicher Herrenclub mit Sitz im Palais Esterházy in der Wiener Innenstadt. Der Verein wurde ursprünglich 1826 als "Wiener Wett-Renn Ausschuss" gegründet und spielte eine zentrale Rolle in der Entwicklung des österreichischen Galopprennsports. Er gilt heute gemeinhin als exklusivster Herrenclub Österreichs.

## Geschichte

### Gründungszeit und frühe Jahre
Am 30. März 1826 wurde der "Wiener Wettrenn-Ausschuß" als Vorgängerorganisation des heutigen Wiener Renn-Vereins gegründet. Die ursprüngliche Aktiengesellschaft zählte 163 Mitglieder, darunter einen regierenden Herzog, 37 Fürsten, 93 Grafen, einen Marquis und 18 Barone. Der erste Ausschuss wurde von prominenten Adeligen wie den Fürsten Trauttmansdorff und Alois von Liechtenstein sowie verschiedenen Grafen gebildet.

### Entwicklung bis zur Jahrhundertwende
Im Laufe des 19. Jahrhunderts durchlief die Organisation mehrere Strukturveränderungen:
- 1854: Umwandlung in ein Wettrenn-Comité
- 1857: Kurzzeitige Führung durch den Central-Verein
- 1858: Neugründung als Wiener Wettrenn-Verein unter Graf Franz Harrach
- 1868: Fusion mit dem Jockey-Club

Die zweite Hälfte des 19. Jahrhunderts markierte eine Blütezeit des Rennsports in Österreich-Ungarn. Neue Rennveranstaltungen wurden eingeführt, die teilweise bis heute Bestand haben, darunter das Große Wiener Handikap (1885) und das Graf-Hugo-Henckel-Memorial (1889).

### Neugründung 1932
Nach wirtschaftlich schwierigen Jahren in der Zwischenkriegszeit erfolgte am 1. Februar 1932 die Rückübernahme des Rennbetriebs vom Jockey-Club. Am 7. März 1932 wurde der Verein unter seinem heutigen Namen "Wiener Renn-Verein" unter dem Vorsitz von Fürst Ulrich Ferdinand Kinsky von Wchinitz und Tettau neu gegründet. Der Vereinssitz wurde zunächst im Hotel Bristol eingerichtet.

### Zweiter Weltkrieg und Nachkriegszeit
Nach dem "Anschluss" Österreichs 1938 wurden die Vereinsstatuten geändert und die Clubräumlichkeiten in den Philipp-Hof verlegt, der 1945 bei einem Bombenangriff zerstört wurde. Die Reaktivierung des Vereins erfolgte im August 1945. Mit Unterstützung der britischen Besatzungsmacht konnte die Rennbahn Freudenau wieder aufgebaut werden, wo am 14. April 1946 das erste Nachkriegsrennen stattfand.

### Gegenwart
Von 1946 bis 2023 befand sich der Wiener Renn-Verein im Palais Pallavicini gegenüber der Hofburg. Ab 2024 residiert der Verein im Palais Esterházy.

## Organisation und Zweck
Der Wiener Renn-Verein zählt zu den exklusivsten Privatclubs Österreichs mit streng limitierter Mitgliedschaft. Die Aufnahme neuer Mitglieder erfolgt ausschließlich durch Empfehlung bestehender Mitglieder. Neben seinem historischen Auftrag zur Förderung der österreichischen Warmblutzucht und des Rennsports hat sich der Club zu einem bedeutenden Knotenpunkt der österreichischen Wirtschaftselite entwickelt.

## Präsidenten seit 1932
- 1932–1937: Fürst Ulrich Ferdinand Kinsky von Wchinitz und Tettau
- 1937–1938: Generalmajor/Feldmarschall Carl Graser
- 1938: Graf Carl von Khuen-Lützow
- 1946–1957: Eduard Heinl (Vizekanzler der Republik)
- 1957–1973: Friedrich Freiherr von Haymerle
- 1973–1982: Peter Winterstein
- 1982–1995: Victor Sprosec
- 1995–2006: Franz Graf Marenzi von Tagliuno e Talgate
- seit 2006: Graf Ulrich von der Schulenburg

## Bedeutende Mitglieder
Zu den historisch bedeutenden Mitgliedern zählten Angehörige der österreichisch-ungarischen Aristokratie, des Großbürgertums sowie Persönlichkeiten aus Industrie und Wirtschaft. Darunter waren die Fürsten von Liechtenstein, die Fürsten von Windisch-Graetz, die Grafen Apponyi von Nagy-Apponyi sowie Unternehmer wie Alfred Lohner, Karl Kahane und Georg Mautner-Markhof.